# Michael Peter
Michael Peter, né le 7 mai 1949 à Heidelberg et mort le 23 octobre 1997 à Leimen, est un joueur ouest-allemand de hockey sur gazon.

## Biographie
Michael Peter fait partie de l'équipe nationale ouest-allemande sacrée championne olympique aux Jeux d'été de 1972 à Munich. Il dispute aussi les Jeux olympiques d'été de 1976, terminant respectivement à la cinquième place. Enfin, lors des Jeux olympiques d'été de 1984, il remporte la médaille d'argent.